# Keladi
Keladi (Kannada ಕೆಳದಿ) ist ein ca. 2.500 Einwohner zählendes Dorf im Gemeindebezirk (taluk) von Sagar im Distrikt Shivamogga im südwestindischen Bundesstaat Karnataka.

## Lage
Keladi liegt in den regen- und waldreichen Westghats in einer Höhe von ungefähr 610 m ü. d. M. Die Stadt Sagar liegt nur knapp 10 km südlich; die Distriktshauptstadt Shivamogga befindet sich ca. 80 km (Fahrtstrecke) südöstlich. Das Klima ist oft schwül; Regen fällt hauptsächlich während der Monsunmonate Juni bis September.

## Bevölkerung
Die mehrheitlich Kannada sprechende Bevölkerung besteht zu ca. 95 % aus Hindus; Muslime bilden eine zahlenmäßig kleine Minderheit. Der männliche und der weibliche Bevölkerungsanteil sind ungefähr gleich hoch.

## Wirtschaft
Die Einwohner von Keladi leben weitgehend als Bauern. Auf den Feldern wird hauptsächlich Reis angebaut, aber auch Betelpalmen und andere Gewürzpflanzen wie Pfeffer, Zimt, Muskatnuss und Nelken spielen eine bedeutsame Rolle im Wirtschaftsleben des Ortes.

## Geschichte
Keladi wurde im 16. Jahrhundert Sitz eines Gouverneurs des Vijayanagar-Reiches. Nach dessen Niederlage gegen das Heer der islamischen Dekkan-Sultanate in der Schlacht von Talikota (1565) war es neben Ikkeri einer der beiden Hauptorte des quasi unabhängigen Herrschaftsgebiets der Nayaks von Keladi.

## Sehenswürdigkeiten

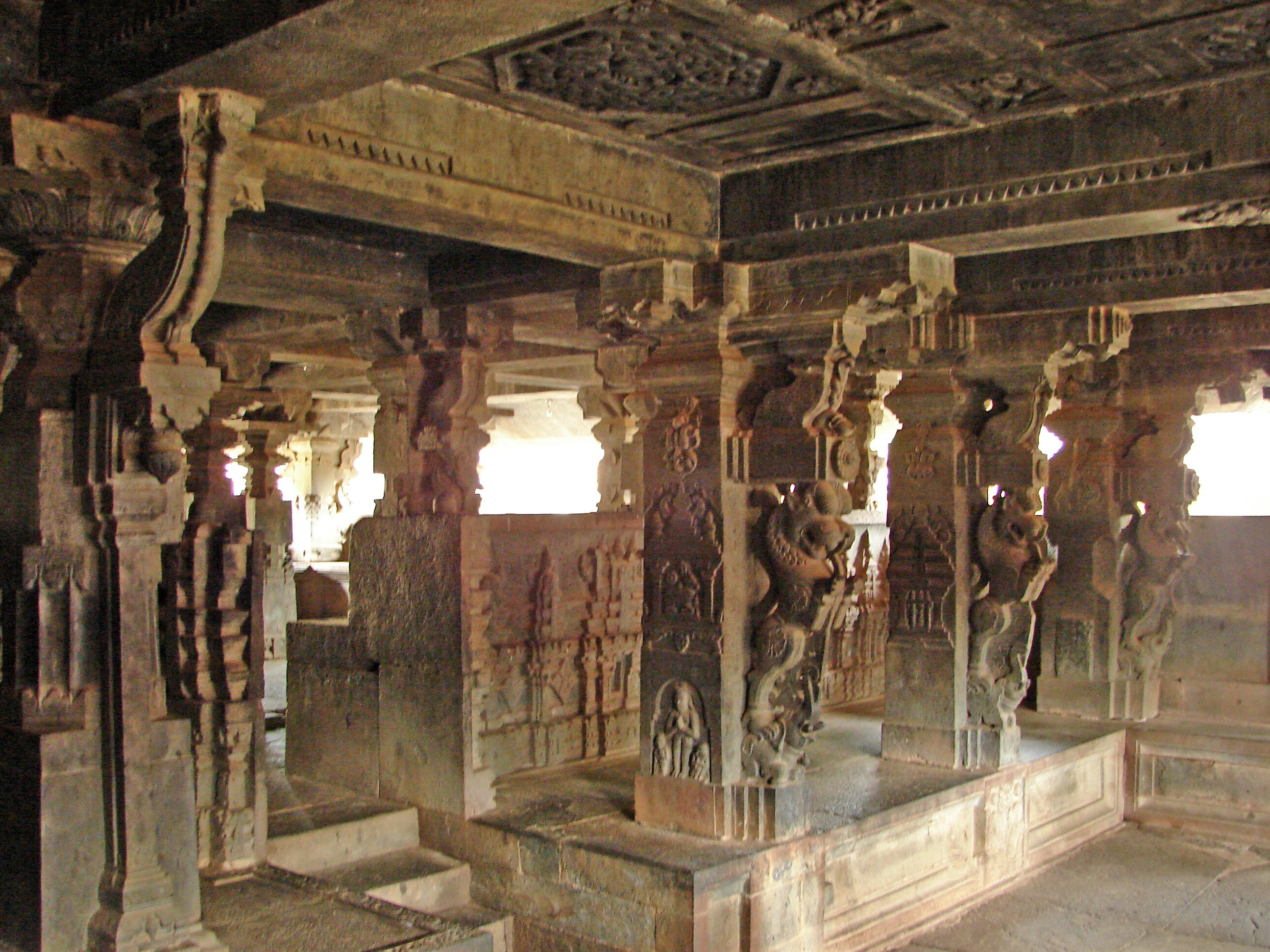
Rameshvara-Tempel, Vorhalle

- Hauptsehenswürdigkeit des Ortes ist der dem Hindu-Gott Shiva geweihte und allseits von Hofbauten eingefasste Rameshvara-Tempel, dessen Architektur gleichermaßen von den Traditionen der Hoysalas und von Hampi beeinflusst ist; der Bau ist in Zeit um 1520 zu datieren. Das Hauptheiligtum wird von zwei weiteren Schreinen zu Ehren der Götter Virabhadra (Kreatur bzw. Aspekt Shivas) und Parvati (Gemahlin Shivas) begleitet. Der insgesamt nur wenig figürlichen Schmuck zeigende, flachgedeckte Tempelbau besteht aus einem durch Gitter geschützten Sanktumsbereich und einer von zahlreichen mit Yali-Monstern versehenen Säulen bzw. Pfeilern getragenen Vorhalle (mandapa). Die Decke der Vorhalle ist mit zahlreichen Flechtband- und Rosettenmotiven sowie einigen wenigen beinahe europäisch anmutenden doppelköpfigen Vogelreliefs geschmückt, die verschiedentlich als Garudas interpretiert werden; mit ihren Schnäbeln zerfleischen sie Löwen und ihre Klauen sind in den Rücken von Elefanten eingegraben. Die aus Holz gefertigten Decken und Pfeiler der Eingänge in der Hofeinfassung verdienen ebenfalls Beachtung.

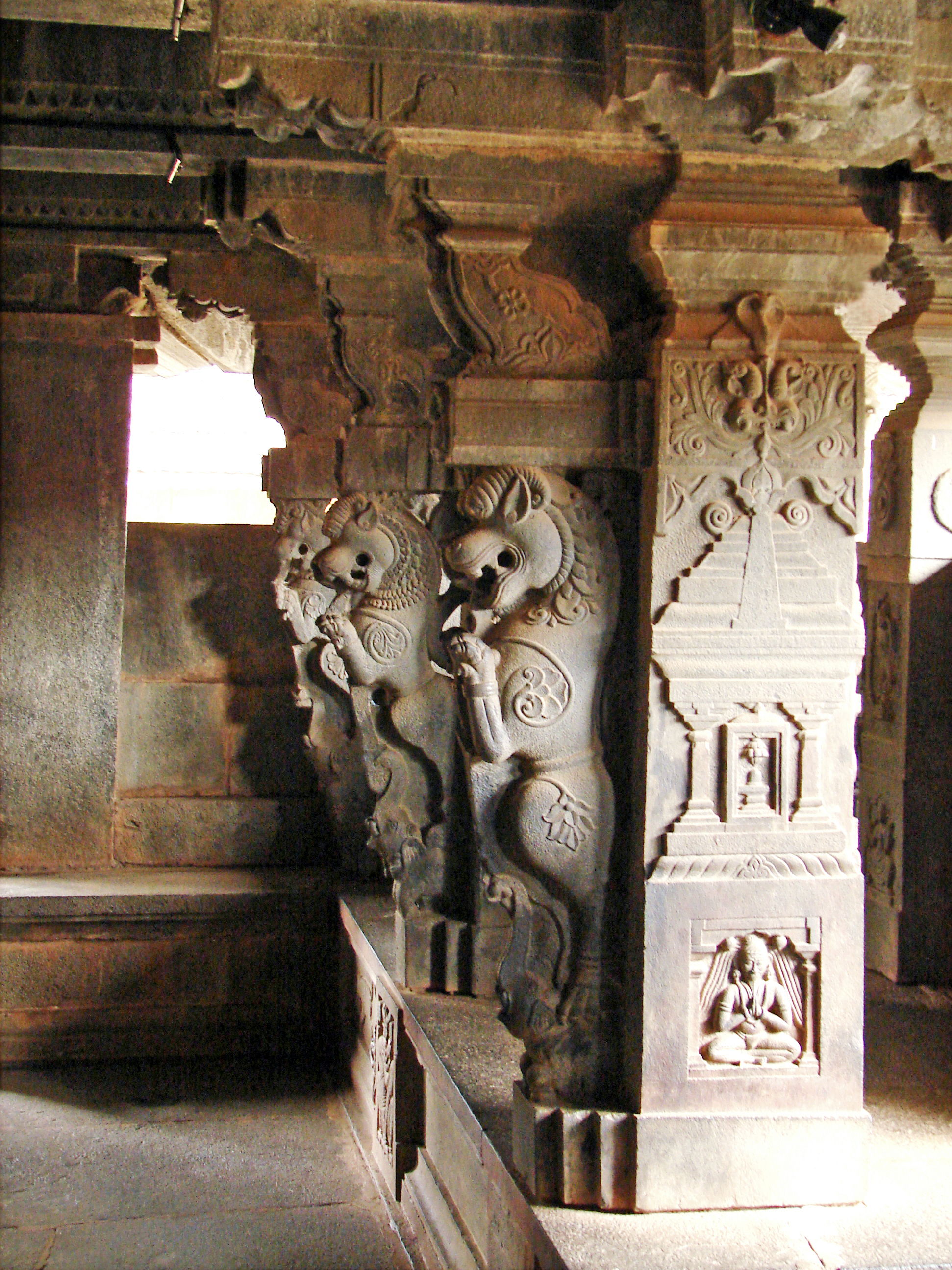
Yali-Pfeiler
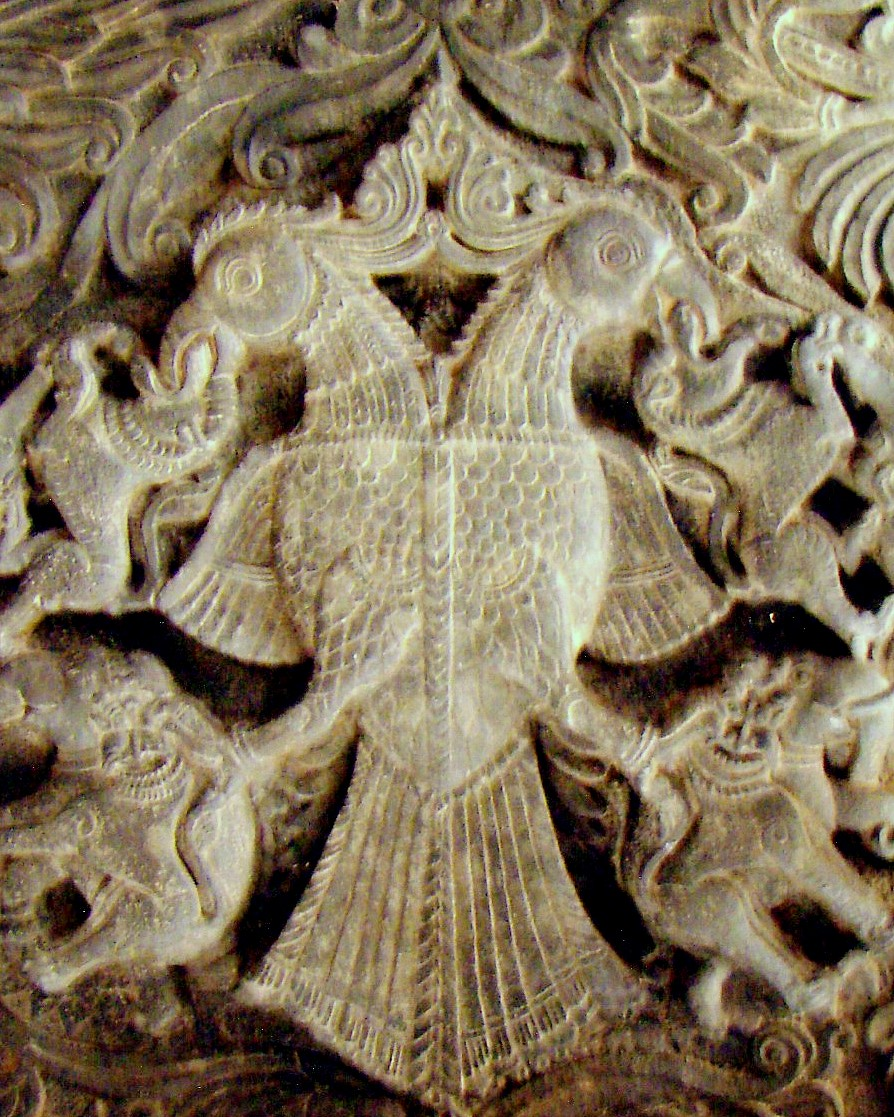
Vogelrelief
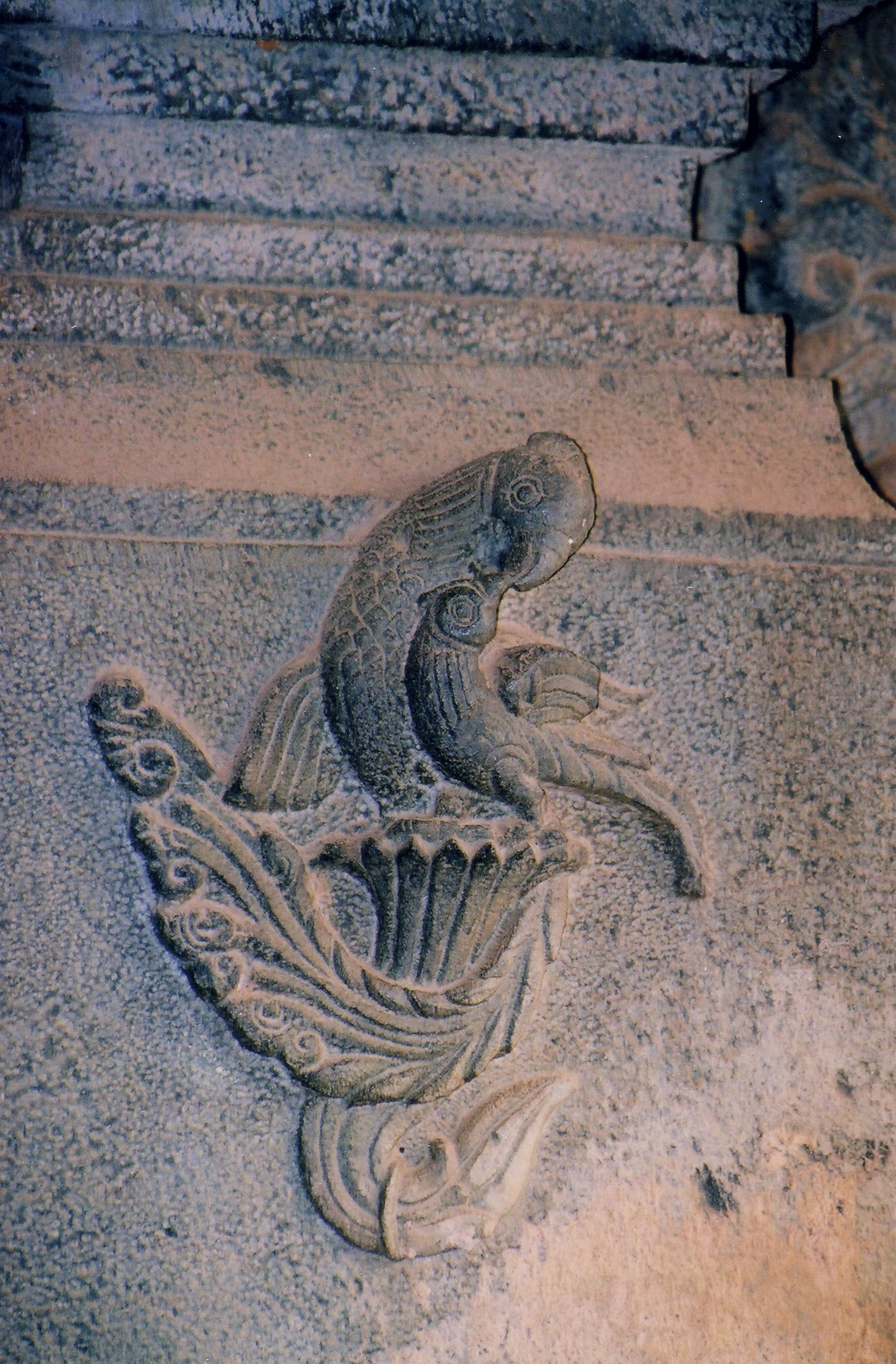
Papageien im Nest
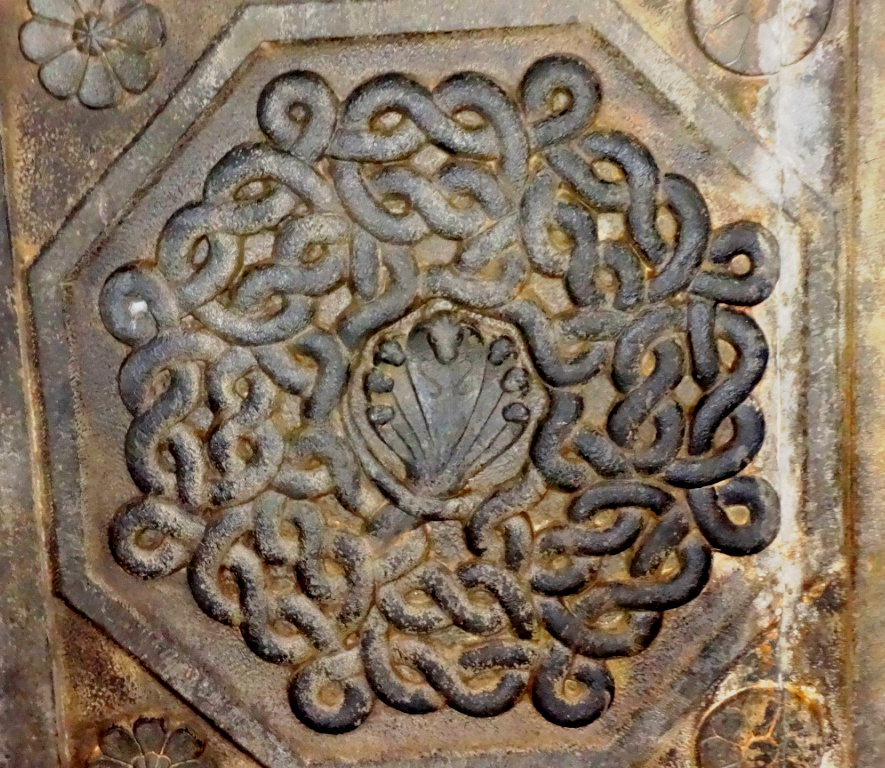
Flechtband

- In der Nähe des Tempels befindet sich ein kleines Museum mit Kupfer-Inschriften, Münzen, Palmblattmanuskripten und Figuren aus der Zeit der Nayaks von Keladi und später.